# Calle Vieja de la Sangre
La calle Vieja de la Sangre es una vía pública de la ciudad española de Sagunto.

## Descripción
La vía, que debe el título a la ermita de la Sangre y por oposición a la Nueva, conecta la calle del Castillo con la de Sagunto. Aparece descrita en el Nomenclator de las calles, plazas y puertas antiguas y modernas de la ciudad de Sagunto (1901) de Antonio Chabret y Fraga con las siguientes palabras:

Vieja de la Sangre (calle). Empieza en la calle del Castillo y desemboca en la de Segovia. recibió esta denominación, cuando la ermita de la Cofradía de la Sangre se trasladó á la actual y quedó abandonada la primitiva, que se erigió en la misma Sinagoga de la Judería de Murviedro.
(Chabret y Fraga, 1901, p. 92)